# Random! Cartoons
Random! Cartoons est une série de courts-métrages d'animation produites par Nickelodeon, initialement diffusée du 6 décembre 2008 au 14 août 2009. Comme Oh Yeah! Cartoons, cette série a été créée par Fred Seibert, et produite chez Frederator Studios et Nickelodeon Animation Studios, et diffusée sur Nicktoons. Elle se compose de 39 épisodes de 13 minutes.

## Production
Fred Seibert demande treize épisodes (39 courts-métrages de sept minutes) à inclure dans l'émission, également connue comme la quatrième saison de l'émission Oh Yeah! Cartoons. L'émission est diffusée pour la première fois à la télévision le 6 décembre 2008 sur la chaîne Nicktoons.
Le 10 janvier 2006, ASIFA-Hollywood fait paraître six de ces courts-métrages en avant-première, ainsi qu'une foire aux questions avec les réalisateurs aux studios de Nicktoons de Burbank (Californie). Deux courts-métrages (Adventure Time et Fanboy) sont sélectionnés pour une diffusion plus poussée à la télévision, et une autre (The Bravest Warriors) pour devenir une web-série. Adventure Time est initialement diffusée aux États-Unis le 5 avril 2010 sur Cartoon Network,. The Bravest Warriors, renommé Bravest Warriors (en), est diffusé le 8 novembre 2012 sur Cartoon Hangover (en). Fanboy, renommé Fanboy et Chum Chum, est diffusé le 9 novembre 2009 sur Nickelodeon.